# Radziwiłka
Radziwiłka – wieś w Polsce, położona w województwie mazowieckim, w powiecie sochaczewskim, w gminie Młodzieszyn. Ma status sołectwa.
| SIMC    | Nazwa   | Rodzaj    |
| ------- | ------- | --------- |
| 0732170 | Bociany | część wsi |

W latach 1975–1998 wieś położona była w województwie skierniewickim.